# Bogoljub Nedeljković

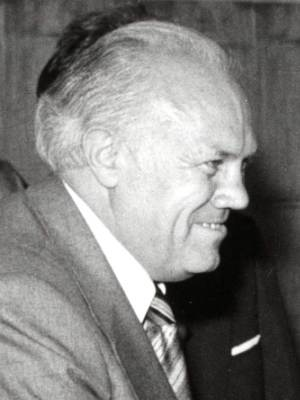
Bogoljub Nedeljković

Bogoljub Nedeljković (1920 – 1986) was een Joegoslavisch politicus van de partij Liga van Communisten van Kosovo (Savez Komunista Kosovo (i Metohija), SKK), de toen enige politieke partij van Kosovo.
Van mei 1974 tot mei 1978 was hij Voorzitter van de Uitvoerende Raad, vergelijkbaar met premier, van Socialistische Autonome Provincie Kosovo, de naam van Kosovo tussen 1974 en 1990, nadat het meer autonomie toegekend was. Zijn opvolger was Bahri Oruçi en zijn voorganger Ilija Vakić was Voorzitter van de Uitvoerende Raad van de Autonome Provincie Kosovo en Metohija.